# Trix Terwindt

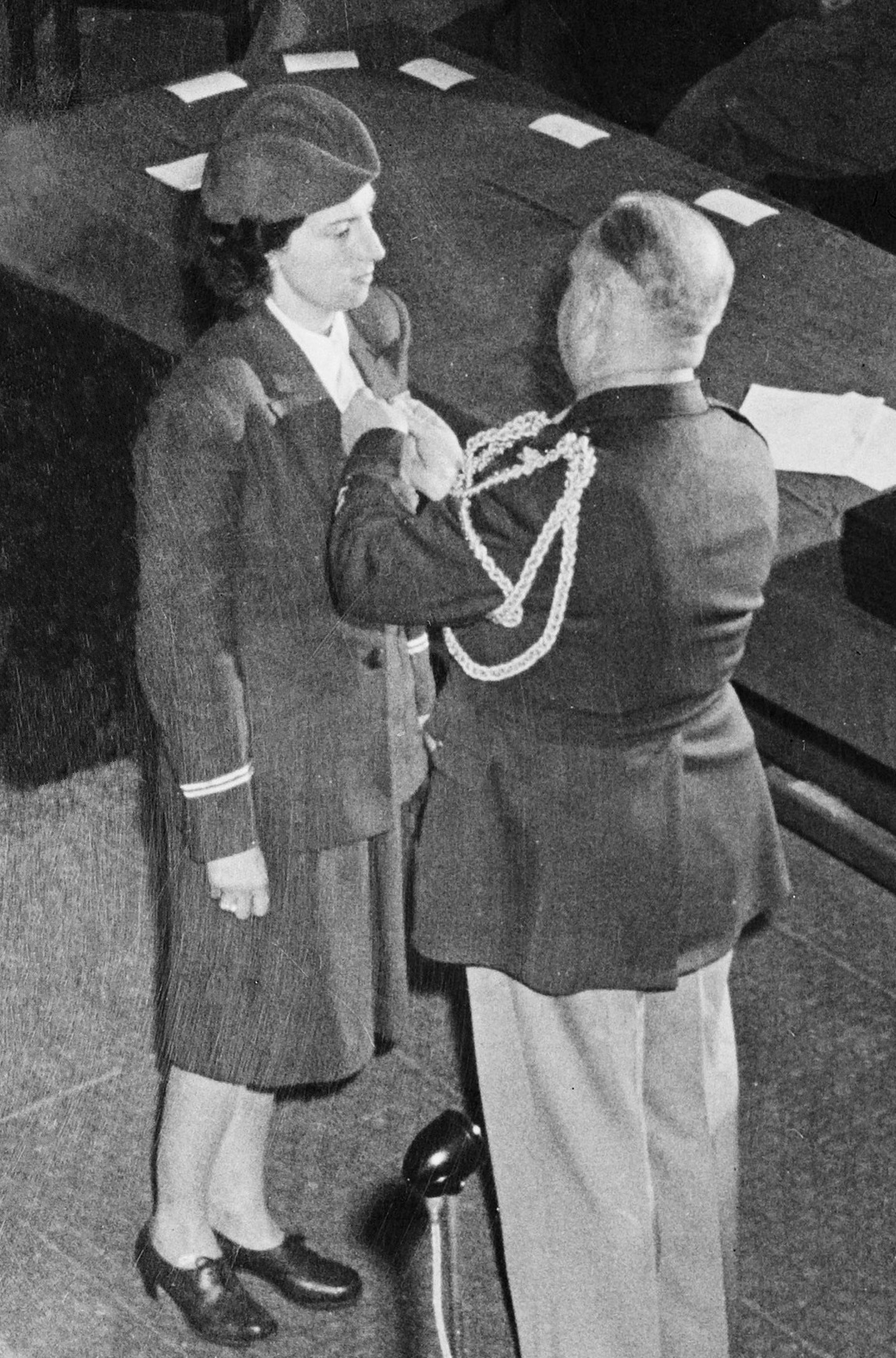
Trix Terwindt wurde 1947 mit der Medal of Freedom ausgezeichnet

Beatrice Wilhelmina Marie Albertina „Trix“ Terwindt (* 27. Februar 1911 in Arnhem; † 7. April 1987 in Oegstgeest) war eine niederländische Widerstandskämpferin und Geheimagentin des britischen Geheimdienstes während des Zweiten Weltkriegs. Sie war eine der Agenten, die bei der Spionageabwehroperation Englandspiel entdeckt wurden und kurz nach ihrer Ankunft in den besetzten Niederlanden in deutsche Hände fielen. Sie war eine der ersten Flugbegleiterinnen bei der KLM.

## Biographie
Trix Terwindt wuchs als jüngstes von sieben Kindern in einem wohlhabenden, streng katholischen Umfeld auf. Ihr Vater Constant Hendricus Arnoldus Terwindt (1868–1949) war ein Ziegelfabrikant, und ihre französischsprachige Mutter Albertina Henrica Leonia Maria de Muelenaere (1868–1942) stammte aus einer belgischen Adelsfamilie. Sie sah ihre Eltern kaum und wurde hauptsächlich von einem Kindermädchen in einem Herrenhaus in Arnhem betreut, während ihre älteren Geschwister im Internat waren. Sie absolvierte einen mittleren Schulabschluss als externe Schülerin im Internat Sacré-Coeur in Arnhem. Sie interessierte sich für Musik und Zeichnen, erhielt aber von ihrem Vater keine Unterstützung, um an einem Konservatorium oder an einer Kunstakademie zu studieren.
1935 bekam Terwindt eine Stelle in einer Galerie in Maastricht. Anfang 1937 wurde sie bei der KLM zum Ausbildungslehrgang für Flugbegleiterinnen zugelassen. Ende August 1939 war sie an Bord des letzten KLM-Fluges nach Deutschland vor Beginn des Zweiten Weltkriegs. Nach der deutschen Besetzung der Niederlande im Mai 1940 flog die KLM nicht mehr aus den Niederlanden, und Terwindt erhielt eine Abfindung.
Im Sommer 1941 kam Trix Terwindt mit dem Widerstand in den Niederlanden in Kontakt und verteilte zunächst Untergrundzeitungen. Im März 1942 wurde sie beauftragt, einen Kadetten der Royal Military Academy in die Schweiz zu bringen, der kein Französisch sprach. Bei ihrer Ankunft in der Schweiz wurde sie zunächst als illegale Ausländerin inhaftiert. Am 26. August 1942 erreichte sie jedoch England über Frankreich, Spanien und Portugal. Königin Wilhelmina verlieh ihr dort das Verdienstkreuz.
Terwindt erhielt unter dem Decknamen Beatrice Thompson eine Ausbildung zur Geheimagentin durch Special Operations Executive und wurde der Spezialeinheit First Aid Nursing Yeomanry (FANY) zugeteilt, um britische Piloten aus den von der Wehrmacht besetzten Gebieten herauszuholen. In der Nacht zum 13. Februar 1943 wurde sie mit dem Fallschirm in der Nähe von Steenwijk abgesetzt. Am Boden geriet sie umgehend in die Hände des deutschen Sicherheitsdienstes (SD), der durch die Spionageabwehroperation Englandspiel von dem Einsatz informiert war. Bei einem dreitägigen Verhör gab sie keine Informationen preis und wurde nach Haaren in Brabant verlegt. Sie wurde wie die anderen Agenten des „Englandspiels“ dort in einem früheren Priesterseminar festgehalten.
Am 8. Mai 1944 wurde Terwindt in das Oranjehotel nach Scheveningen gebracht und vom Gestapo-Mitarbeiter Joseph Schreieder verhört, einer zentralen Figur im „Englandspiel“. Am 10. Mai wurde sie per Zug in das Frauenkonzentrationslager Ravensbrück deportiert und im Februar 1945 gesundheitlich schwer geschwächt in das KZ Mauthausen. Von den 59 gefangenen Agenten des Englandspiels überlebten nur fünf den Krieg, darunter Trix Terwindt; allein 35 von ihnen wurden am 6. und 7. September 1944 von der SS im KZ Mauthausen liquidiert. Nach der Befreiung von Mauthausen brachte das Rote Kreuz Trix Terwindt ins schweizerische St. Gallen, wo sie erst nach sechs Wochen wieder auf eigenen Beinen stehen konnte.
Nach dem Krieg kehrte Terwindt als Chefstewardess zu KLM zurück und war am Aufbau der ersten Flugbegleiterschule der KLM beteiligt. Sie wurde mit dem Bronzenen Kreuz (Niederlande) und der Medal of Freedom (eine der höchsten  Auszeichnungen der USA) ausgezeichnet. 1950 zog sie sich aus gesundheitlichen Gründen – Folgen der KZ-Haft – aus dem Beruf zurück und schrieb ihre Erinnerungen nieder. 1951 wanderte sie nach Kanada aus, um eine Hühnerfarm zu betreiben, dem Unternehmen war aber kein Erfolg beschieden. Sie ging auf Reisen und lernte in Israel den ehemaligen KLM-Piloten John Scholte, ein früheres NSB-Mitglied, kennen. Er war wegen seiner NSB-Mitgliedschaft zu zwei Jahren Haft verurteilt und von der KLM entlassen worden und flog nun für das Vorgängerunternehmen von El Al Juden aus dem Irak nach Israel. Zusammen zogen die beiden 1953 nach Mallorca (damals noch keine Touristeninsel), wo sie unter prekären Bedingungen lebten.
1963 kehrte Terwindt aus gesundheitlichen Gründen in die Niederlande zurück; nach dem Tod von Scholte im Jahr 1968 erlitt sie einen Zusammenbruch. Sie ließ sich in der Jelgersmaklinik in Oegstgeest vom Psychiater Jan Bastiaans behandeln. Bastiaans galt als Spezialist für die Behandlung des KZ-Syndroms und war umstritten wegen unorthodoxer Behandlungen mit LSD; Trix Terwindt setzte sich für ihn ein. 1987, eine Woche vor ihrem Tod, schrieb sie einen weiteren „flammenden“ Brief in der Volkskrant, in dem sie ankündigte, dass sie mit 76 Jahren zum ersten Mal in ihrem Leben demonstrieren werde: Sie plane die Niederlegung eines
Kranzes im Binnenhof in Den Haag, aus Respekt „vor all jenen, die aus Verzweiflung ihr Leben beendet haben, weil sie (…) der Chance beraubt wurden, von ihrem KZ-Syndrom befreit zu werden“. In der Klinik lernte sie ihren zweiten Partner Kees Bal kennen, der 1979 starb. Bis in die 1980er Jahre hinein kämpfte Terwindt um eine höhere Invalidenrente; sie litt unter ständigen finanziellen Sorgen, weil sie hohe Ausgaben für medizinische Behandlungen hatte.
In mehreren niederländischen Städten sind Straßen nach Trix Terwindt benannt.

## Publikation
- Een vrouw vloog mee. Herinneringen van een stewardess. Kosmos, Amsterdam 1951.